# Chiesa del Santissimo Redentore (Milano)
La chiesa del Santissimo Redentore è un luogo di culto cattolico della città di Milano, situato in via Giovanni Pierluigi da Palestrina, nei pressi di Corso Buenos Aires, nel Municipio 3, sede dell'omonima parrocchia del decanato Venezia della zona pastorale I dell'arcidiocesi di Milano.

## Storia
Nel luogo in cui sorge attualmente la chiesa del Redentore esisteva, nella seconda metà del XVI secolo, una cappella, luogo sussidiario di culto della parrocchia di San Babila; a partire dal 1609, secondo la volontà espressa dall'arcivescovo Carlo Borromeo quando era in vita, iniziò l'edificazione di una cappella dedicata alla Madonna di Loreto, che venne terminata nel 1616, anno della sua dedicazione, e adornata di una statua della dedicataria.
Alla fine del XIX secolo, con la costruzione del quartiere nella zona circostante alla cappella, si decise di costruire un più grande luogo di culto; il progetto venne affidato all'ingegnere Luigi Macchi e la prima pietra venne posata nel 1898, dando il via alla costruzione dell'edificio, che terminò nel 1900, anno giubilare della Redenzione, motivo per cui la chiesa, consacrata il 2 giugno dall'arcivescovo di Milano cardinale Andrea Carlo Ferrari, venne dedicata a Gesù Redentore.
Sebbene la struttura fosse terminata, gli arredi vennero installati soltanto negli anni successivi: il campanile venne completato solo nel 1901 e dotato di un concerto di campane nel 1902; l'altare maggiore venne installato nel 1903, mentre l'apparato decorativo ad affresco venne iniziato nel 1924 a partire dall'abside e le vetrate solo a partire dal 1929. Durante la seconda guerra mondiale, la chiesa venne gravemente danneggiata dai bombardamenti aerei del 1943; negli anni successivi vennero intrapresi importanti lavori di ripristino e di restauro.

## Descrizione

### Architettura e arte
L'esterno della chiesa del Santissimo Redentore è caratterizzato dalla facciata, che dà su via Giovanni Pierluigi da Palestrina ed è preceduta da un sagrato. Il prospetto è a salienti, con paramento murario in mattoncini rossi ed elementi decorativi in pietra bianca; in corrispondenza di ciascuna delle tre navate interne, si apre un portale leggermente strombato, sormontato da una lunetta musiva (sul portale centrale: Gesù Pantocratore; sul portale di destra: Segni del sacramento dell'Ordine; sul portale di sinistra: Agnus Dei) e da un rosone circolare. Inoltre, ai lati del portale maggiore, ciascuna entro una propria nicchia, si trovano le statue dei Quattro Evangelisti, realizzate nel 1913.
In posizione arretrata, sulla sinistra, si trova la torre campanaria a pianta quadrata, sormontata da una cuspide conica. All'interno della cella, che si apre su ciascuno dei quattro lati con una monofora a tutto sesto, si trova un concerto di 5 campane in Re♭3 realizzato dalla ditta Ottolina nel 1950 in sostituzione di quello originale, requisito nel 1942.

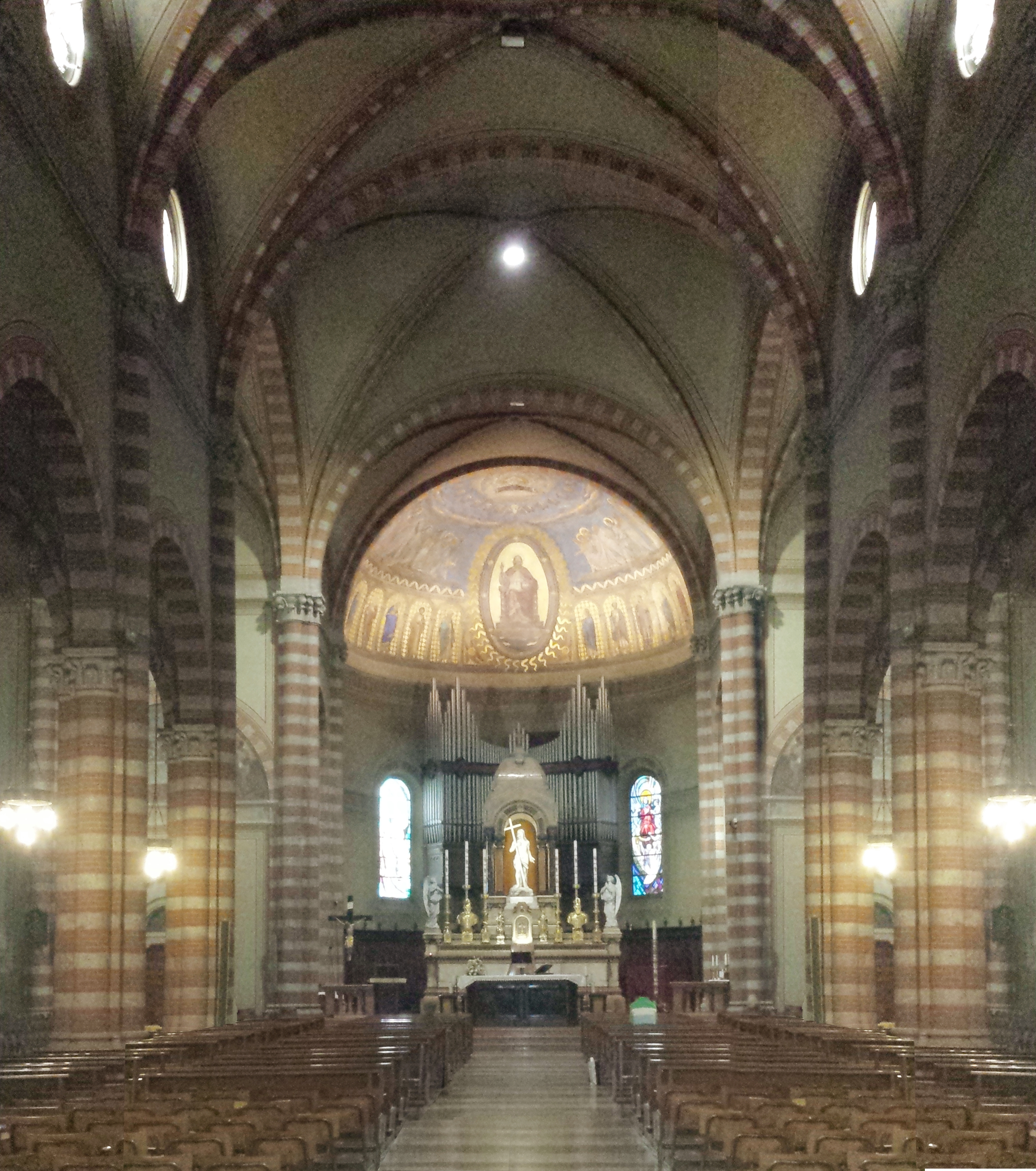
Interno

L'interno della chiesa è a pianta a croce latina, con aula divisa in tre navate coperte con volta a crociera e divise da arcate a tutto sesto poggianti su pilastri polistili bicromi.
All'inizio della navata laterale di sinistra, si trova la cappella, già battistero, dedicata alla Madonna di Loreto, all'interno della quale è una statua lignea policroma del XVII secolo raffigurante la Madonna col Bambino. Nella campata successiva si trova un altare marmoreo la cui ancona è decorata da un bassorilievo raffigurante la Madonna Addolorata, trasformato nel 1918 in cappella espiatoria e decorato a più riprese con affreschi di Luigi e Carlo Morgari. Nella prima campata della navata laterale di destra, invece, si trova l'altare del Crocifisso, che custodisce, sotto la mensa, le spoglie mortali di Santa Cristina vergine e martire. Il transetto conserva degli altari soltanto le ancone, essendo state le mense rimosse per lasciare il posto ad un leggio per la Bibbia (altare di sinistra) e al fonte battesimale (altare di destra). Le pareti della navata trasversa rivolte verso il presbiterio sono decorate da due affreschi dipinti nel 1950 dal professor Angelo Galloni: nel transetto di destra la Moltiplicazione dei pani e dei pesci e in quello di sinistra l'Ultima Cena.
Il presbiterio è rialzato di alcuni gradini rispetto al resto della chiesa ed ospita, in posizione avanzata, il nuovo altare maggiore in legno, decorato con quattro bassorilievi provenienti dal pulpito del 1921, demolito dopo il Concilio Vaticano II. L'antico altare maggiore, privato della mensa, è in marmo ed è sormontato da un ciborio sotto il quale si trova una statua raffigurante Gesù Redentore. L'affresco dell'abside, realizzato tra il 1924 e il 1925 da Mario Albertella, raffigura la Trinità con Cristo in trono tra santi, angeli e arcangeli.
Da una porta situata nel braccio destro del transetto si accede alla cappella del Sacro Cuore, a tre navate.

### Organo a canne
L'organo a canne della chiesa è stato costruito nel 1914 e restaurato e ampliato dalla ditta Balbiani-Vegezzi Bossi dopo la seconda guerra mondiale.
Lo strumento è a trasmissione elettrica ed è comandato da una consolle con tre tastiere di 61 note ciascuna e pedaliera concavo-radiale di 32, collocata a pavimento nell'abside; il suo materiale fonico si articola in due corpi:
- l'organo Coro posto nell'abside, sopra un'apposita cantoria collocata alle spalle dell'altare maggiore, con una sezione aperta (sulla II tastiera) e una espressiva (sulla prima tastiera);
- l'organo Porta posto in controfacciata su un'apposita cantoria al di sopra del portale centrale, con una sezione aperta (sulla II tastiera) e una espressiva (sulla terza tastiera); questo corpo non è funzionante.[8]